# Пјер Скавински
Пјер Скавински (фр. Pierre Skawinski; Бордо, 23. децембар 1912 — Бијариц, 20. март 2009) био је француски атлетичар, спринтер два пута други на европским првенствима.
Скавински се специјализовао за трку на 400 метара. На 1. Европском првенству 1934. у Торину на 400 м, освојио је сребрну медаљу (иза победника Адолфа Мецнера из Немачке) личним рекордом 48,0. Сребрну медаљу освојио је и са штафетом 4 х 400 метара заједно са Робеертом Полом,Сержом Гијезом и Ремондом Боасеом
На Олимпијским играма у Берлину 1936. године испао је у полуфиналу трке на 400 метара.
Био је првак Француске на 400 метара 1933, 1936 и 1937, а са штафетом 4 х 400 метара 1937. године.
Скавински је био свестран спортиста. Поред атлетике, играо је тенис и хокеј на трави.
Пионир је спортског новинарства, 1946. основао је, спортске новине ЕЛАН, које је касније преузео Лекип (L’EQUIPE).
У пензији, је практиковао голф, другу спортску страст свог живота.